# Adam Szejnfeld
Adam Stanisław Szejnfeld (ur. 13 listopada 1958 w Kaliszu) – polski prawnik, polityk, poseł na Sejm III, IV, V, VI i VII kadencji (1997–2014), sekretarz stanu w Ministerstwie Gospodarki (2007–2009), poseł do Parlamentu Europejskiego VIII kadencji (2014–2019), senator X i XI kadencji (od 2019).

## Życiorys
Syn Stanisława i Zdzisławy Szejnfeldów. W 1997 ukończył studia na Wydziale Prawa i Administracji Uniwersytetu im. Adama Mickiewicza w Poznaniu.
Od 1978 do 1988 zatrudniony jako starszy specjalista w PGR w Szamocinie. W latach 80. był działaczem społecznym i związkowym – członkiem legalnej i podziemnej „Solidarności”. W czasie stanu wojennego w grudniu 1981 został internowany, początkowo osadzony we Wronkach, następnie w Gębarzewie do czasu zwolnienia w lipcu 1982. Później był współorganizatorem komitetów obywatelskich, prywatnym przedsiębiorcą i działaczem samorządowym.
W latach 1990–1998 pełnił funkcję radnego oraz burmistrza miasta Szamocina. Był wiceprezesem Konwentu Wójtów i Burmistrzów Województwa Pilskiego oraz wiceprezesem stowarzyszenia Wielkopolski Ośrodek Kształcenia i Studiów Samorządowych w Poznaniu. Był także zawodnikiem i działaczem sportowym, wielokrotnym medalistą zawodów strzeleckich i obronnych, prezesem Klubu Sportowego Sokół. Został również członkiem konwentu Państwowej Wyższej Szkoły Zawodowej w Pile, a także wielu organizacji pozarządowych m.in. Ogólnopolskiego Stowarzyszenia Rzetelnego Biznesu „Solidny Partner”, Klubu Polskiej Rady Biznesu, czy Pilskiej Izby Gospodarczej. Objął również funkcję honorowego prezesa pierwszoligowego klubu siatkarskiego VKS „Joker”.
Należał do Ruchu Obywatelskiego Akcja Demokratyczna, Unii Demokratycznej i Unii Wolności. W 2001 wstąpił do Platformy Obywatelskiej. W gabinecie cieni PO był rzecznikiem ds. gospodarki.
W 1993 bez powodzenia kandydował do parlamentu. W latach 1997–2007 sprawował mandat posła III kadencji z ramienia Unii Wolności, IV i V kadencji z ramienia Platformy Obywatelskiej. W Sejmie pełnił funkcje przewodniczącego sejmowej Komisji Gospodarki oraz wiceprzewodniczącego sejmowej Komisji Małych i Średnich Przedsiębiorstw. Był również m.in. członkiem rady do spraw turystyki przy ministrze gospodarki, wieloletnim przewodniczącym Rady Programowej Wielkopolskiej Wystawy Małych i Średnich Przedsiębiorstw, członkiem Kapituły Nagrody Gospodarczej Prezydenta RP oraz członkiem Rady Ochrony Pracy. W wyborach parlamentarnych w 2007 po raz czwarty został posłem, otrzymując w okręgu pilskim 57 343 głosów. 20 listopada 2007 został sekretarzem stanu w Ministerstwie Gospodarki. 7 października 2009 podał się do dymisji, został odwołany formalnie 20 października tego samego roku. W wyborach do Sejmu w 2011 z powodzeniem ubiegał się o reelekcję, dostał 45 764 głosy.
W 2014 jako kandydat PO uzyskał mandat posła do Parlamentu Europejskiego VIII kadencji. W 2019 nie wystartował w kolejnych wyborach europejskich. W wyborach krajowych w tym samym roku został natomiast wybrany w skład Senatu X kadencji. Kandydował z ramienia Koalicji Obywatelskiej przeciwko Jolancie Turczynowicz-Kieryłło w okręgu nr 88, otrzymując 77 873 głosy. W 2019 utracił czasowo prawo jazdy za jazdę z prędkością 101 km w terenie zabudowanym. W wyborach w 2023 z powodzeniem ubiegał się o senacką reelekcję (z wynikiem 105 030 głosów).

## Wyniki w wyborach ogólnopolskich
| Wybory | Komitet wyborczy                   | Komitet wyborczy      | Organ             | Okręg           | Wynik           |
| ------ | ---------------------------------- | --------------------- | ----------------- | --------------- | --------------- |
| 1993   |                                    | Unia Demokratyczna    | Sejm II kadencji  | nr 32           | 1358 (0,74%)    |
| 1997   |                                    | Unia Wolności         | Sejm III kadencji | nr 32           | 6057 (3,67%)    |
| 2001   |                                    | Platforma Obywatelska | Sejm IV kadencji  | nr 38           | 9290 (3,61%)    |
| 2005   | Sejm V kadencji                    | Platforma Obywatelska | 26 568 (12,14%)   | nr 38           |                 |
| 2007   | Sejm VI kadencji                   | Platforma Obywatelska | 57 343 (19,21%)   | nr 38           |                 |
| 2011   | Sejm VII kadencji                  | Platforma Obywatelska | 45 764 (17,60%)   | nr 38           |                 |
| 2014   | Parlament Europejski VIII kadencji | Platforma Obywatelska | nr 7              | 69 852 (11,94%) |                 |
| 2019   |                                    | Koalicja Obywatelska  | Senat X kadencji  | nr 88           | 77 873 (43,64%) |
| 2023   | Senat XI kadencji                  | Koalicja Obywatelska  | 105 030 (49,81%)  | nr 88           |                 |

## Odznaczenia i wyróżnienia
Wyróżniony Odznaką Honorową za Zasługi dla Rozwoju Gospodarki Rzeczypospolitej Polskiej.
Otrzymał m.in.: wyróżnienie jako jeden z dziesięciu najlepszych posłów IV kadencji według tygodnika „Polityka”, wyróżnienie „Honorowy Ambasador Polskiego Biznesu” – tytuł Polskiego Klubu Biznesu, czterokrotnie tytuł „Człowieka Roku Wielkopolski Północnej”, „Dźwignię Gospodarki” – nagrodę Naczelnej Organizacji Technicznej i Krajowej Izby Gospodarczej, Złoty Medal im. Jana Kilińskiego Związku Rzemiosła Polskiego, „Brylantową Odznakę” Naczelnej Rady Zrzeszeń Handlu i Usług, „Bursztynowe Okno” – wyróżnienie Polskiej Organizacji Turystyki, tytuł „Zasłużonego dla Miasta i Gminy Szamocin”.